# Dupax do Norte
Dupax do Norte é um município de  terceira classe de renda municipal (d) na província Nova Vizcaya, nas Filipinas. De acordo com o censo de 1 de maio  de  2020 possui uma população de 33 295 pessoas e 8 860 domicílios.